# Estereograma

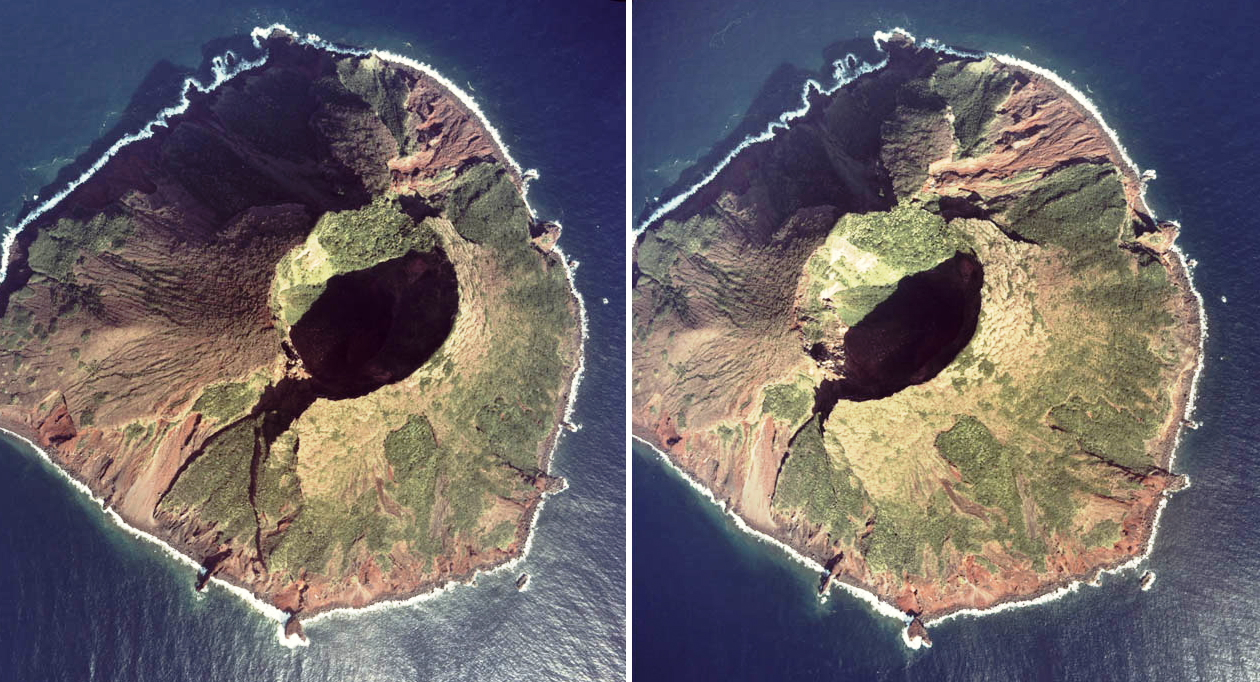
Estereograma de un volcán japonés

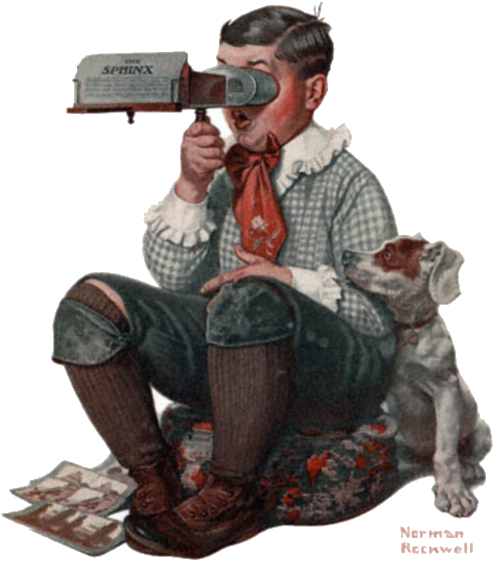
Visualizando un estereograma mediante un estereoscopio

Un estereograma es una representación gráfica de objetos tridimensionales sobre un medio plano, por medio de sus proyecciones, valiéndose de la estereoscopía, de forma que aparentan tener volumen.
Es una ilusión óptica basada en la manera con que los ojos humanos captan las imágenes desde dos puntos de vista distintos. Esas perspectivas diferentes son interpretadas por el cerebro como una imagen tridimensional.
Los estereogramas se han elaborado durante años, utilizando dos fotografías tomadas desde ángulos ligeramente distintos. Sin embargo, se han popularizado más los RDS (Estereograma de puntos aleatorios), creados con programas de computadora y los SIRDS, a veces llamados autoestereogramas.

## Tipos de estereogramas
Existen diversos tipos de estereogramas, como el anaglifo, el estereograma de puntos aleatorios, la imagen autoestereoscópica, el autoestereograma (o 3D sin gafas) o la imagen lenticular.

## Dibujo de un estereograma
La figura representa un método para dibujar estereogramas. Se muestra, en un plano perpendicular al papel, la superficie que deseamos representar, que es la línea azul; el papel, que es la línea verde, y los dos ojos (OD, ojo derecho y OI, ojo izquierdo).
Como la profundidad se percibe en función de la disparidad entre ambos ojos, necesitamos dibujar algo que cada uno de ellos interprete de diferente forma. Para ello barremos la superficie con líneas horizontales que representaremos en el papel una a una.

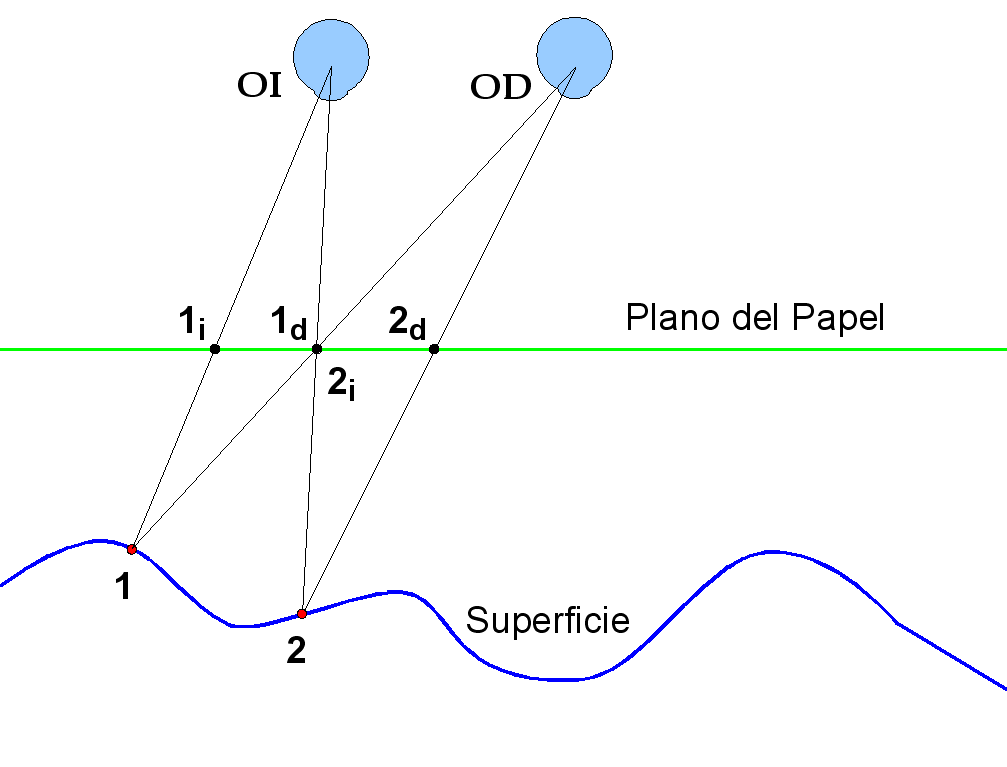
Cómo dibujar un estereograma

1. Comenzamos con la primera. Elegimos un punto arbitrario de la superficie, en la figura el 1. Trazando una recta entre el ojo izquierdo y el punto, corta al papel en 1i, que es donde el ojo izquierdo ve el punto 1. Dibujamos este punto.
2. A continuación trazamos la recta entre el punto 1 y el ojo derecho, que nos da 1d y dibujamos este nuevo punto, que es donde el ojo derecho ve el punto 1.
3. Pero como no podemos impedir que el ojo izquierdo también lo vea, lo aprovecharemos como 2i para dibujar el siguiente punto de la superficie. Para ello trazamos una recta entre el ojo izquierdo y 1d y la prolongamos hasta cortar la superficie. Esto nos da el punto 2.
4. Repitiendo el paso 2, obtenemos 2d, que dibujamos en el papel y proseguimos hasta finalizar la línea.

Igual que se ha descrito para dibujar de izquierda a derecha, se tiene que hacer también de derecha a izquierda. Como este método nos da puntos muy dispersos, se parte de varios puntos próximos, situados entre 1 y 2, que nos dan otras tantas familias para dibujar la línea completa.
A continuación se repite el proceso para la línea siguiente hasta completar la superficie de una manera regular y licita.
Como se ve, el estereograma depende de parámetros físicos que no son arbitrarios: distancia interpupilar, distancia de los ojos al papel y profundidad de la imagen. Antes de dibujar un objeto complejo, conviene ajustar estos valores con figuras simples (un cono va muy bien) hasta conseguir que la percepción de profundidad de alcance fácilmente.
Se puede poner el papel tanto delante como detrás de la superficie. Si se trata de un objeto (una esfera por ejemplo) es muy curioso poner el papel detrás, ya que en el estereograma se verá una esfera flotando en el aire, con la sensación de poderse tocar.

## Cómo visualizar un estereograma
Para ver un estereograma de puntos aleatorios, lo principal es entender el resultado esperado. La idea es desenfocar la vista de la imagen, de tal manera que sean captadas ambas perspectivas. Algunos recomiendan mirar al infinito, es decir, fijar la vista en un objeto distante y sin desenfocar, tratar de mirar la imagen. Otros prefieren fijar la vista en el centro mientras se acerca lentamente hacia la imagen; depende de cada uno y de su condición visual.